# 沙氏秧雞
沙氏秧雞（Gallirallus sharpei）是一種秧雞。牠們只有一個模式標本，但來源不明，估計源自於印尼。由於沒有再觀察到牠們，牠們已被認為是已滅絕。不過另有證據指牠們可能是黃領秧雞的一個形態。

## 外部連結
- 沙氏秧雞的立體圖 （页面存档备份，存于）